# 周义霖
周义霖（？—），四川自贡人，中国男子跳水运动员、教练员。他曾获得1998年亚洲运动会跳水比赛男子3米跳板金牌。作为教练，他培养了邱波、彭健烽等世界冠军。